# Jul Van Boxelaer
Jules (Jul) Van Boxelaer (Schellebelle, 9 februari 1923 - 26 september 2011) was een Belgisch politicus voor de Volksunie.

## Levensloop
Na de humaniora aan het Sint-Lievenscollege in Gent en een activiteit als gewestleider van de KSA promoveerde hij in 1949 tot doctor in de geneeskunde aan de Katholieke Universiteit Leuven. Tijdens zijn studentenjaren was hij lid van De Kegelaar binnen het Katholiek Vlaams Hoogstudentenverbond en na de Tweede Wereldoorlog sloot hij zich aan bij de dans- en koorgroep van het Vlaamsch Instituut voor Volkskunst. 
Hij sloot zich in 1956 aan bij de Volksunie en werd voorzitter van het arrondissementeel bestuur voor Dendermonde. Van 1957 tot 1968 was hij eveneens de eerste nationale voorzitter van de Volksuniejongeren en hij was medestichter van het Ziekenfonds Flandria in Gent.
Van 1965 tot 1968 was hij provincieraadslid van Oost-Vlaanderen en van 1976 tot 1988 was hij gemeenteraadslid van Wichelen. In 1981 werd hij verkozen tot lid van de Kamer van volksvertegenwoordigers voor het arrondissement Dendermonde. Hij vervulde dit mandaat tot juni 1983, toen hij volgens een op voorhand gemaakte afspraak ontslag nam ten voordele van Johan De Mol. In de periode december 1981 - juni 1983 had hij als gevolg van het toen bestaande dubbelmandaat ook zitting in de Vlaamse Raad. 
Tijdens de discussies over het Egmontpact schortte hij zijn activiteiten in de Volksunie enkele maanden op. In 1991 verliet hij samen met Walter Peeters de partij, waarna hij zich aansloot bij de Vlaams-nationalistische vereniging Nationalistisch Verbond - Nederlandse Volksbeweging. Ook werd hij bestuurslid bij de Vlaamse Volkspartij, waarvoor hij kandideerde bij de verkiezingen van 1995. Tevens werd hij bestuurslid bij het Vlaams Geneesheren Verbond.
Hij overleed in 2011 op 88-jarige leeftijd, de uitvaartplechtigheid vond plaats in de Sint-Gertrudiskerk te Wichelen.